# 223ª Divisione costiera
La 223ª Divisione Costiera fu una divisione di fanteria del Regio Esercito Italiano attiva durante la seconda guerra mondiale che venne formata nel 1943 e schierata in Francia meridionale, dove venne sciolta durante l'operazione Achse nel 1943.

## Storia
La divisione fu costituita nel maggio 1943 con gli elementi residui del 2º Reggimento e del 3º Reggimento Alpini. Le divisioni costiere del Regio Esercito erano divisioni di seconda linea formate con riservisti ed equipaggiate con materiale di seconda scelta; reclutate localmente, erano spesso comandate da ufficiali richiamati dal pensionamento. Fece parte della guarnigione posta a difesa del litorale francese meridionale, il suo quartier generale si trovava a La Colle-sur-Loup ed era assegnata al I Corpo d'armata. Dopo l'annuncio dell'armistizio di Cassibile, l'8 settembre 1943, la divisione venne sciolta durante l'operazione Achse.

## Ordine di battaglia
- 82º Battaglione fanteria costiera
- 512º Battaglione fanteria costiera
- 5º Reggimento Alpini (distaccamento)
- 8º Reggimento Alpini (distaccamento)
- 26º Battaglione Alpini (distaccamento)
- 112º Battaglione mitraglieri antiaerei
  - 509a Battaglione antiaerea
  - 510a Battaglione antiaerea
  - 511a Battaglione antiaerea
  - 512a Battaglione antiaerea
  - 513a Battaglione antiaerea[1]

## Comandanti
- Generale di Divisione Amedeo De Cia (maggio 1943 - settembre 1943)[1]